# Dirty Grandpa
Dirty Grandpa is een Amerikaanse komische film uit 2016 van Dan Mazer.

## Verhaal
Na de dood van zijn vrouw wil Dick Kelly opnieuw van het leven gaan genieten. Hoewel zijn kleinzoon Jason over enkele dagen trouwt, weet hij hem te overhalen om hem naar Florida te rijden. En zo zijn ze samen onderweg. De kleinzoon en zijn grootvader groeien dichter naar elkaar toe, hoewel Dick zich afvraagt of het huwelijk met Meredith wel echt is wat Jason wil.

## Rolverdeling
| Acteur                 | Personage          |
| ---------------------- | ------------------ |
| Robert De Niro         | Dick Kelly         |
| Zac Efron              | Jason Kelly        |
| Zoey Deutch            | Shadia             |
| Aubrey Plaza           | Lenore             |
| Jason Mantzoukas       | Tan Pam            |
| Dermot Mulroney        | David Kelly        |
| Julianne Hough         | Meredith Goldstein |
| Jeffrey Bowyer-Chapman | Bradley            |
| Brandon Mychal Smith   | Tyrone             |
| Jake Picking           | Cody               |
| Michael Hudson         | Brah               |
| Adam Pally             | neef Nick          |
| Mo Collins             | agent Jean Finch   |
| Henry Zebrowski        | agent Gary Reiter  |
| Catherine Dyer         | Brooke Kelly       |
| Danny Glover           | Stinky             |